# Litermont
Der im Saarland gelegene Litermont ist ein Höhenzug von bis zu 414,2 m ü. NHN und erstreckt sich größtenteils in das Nalbacher Tal, mit kleineren Ausläufern bis nach Düppenweiler.

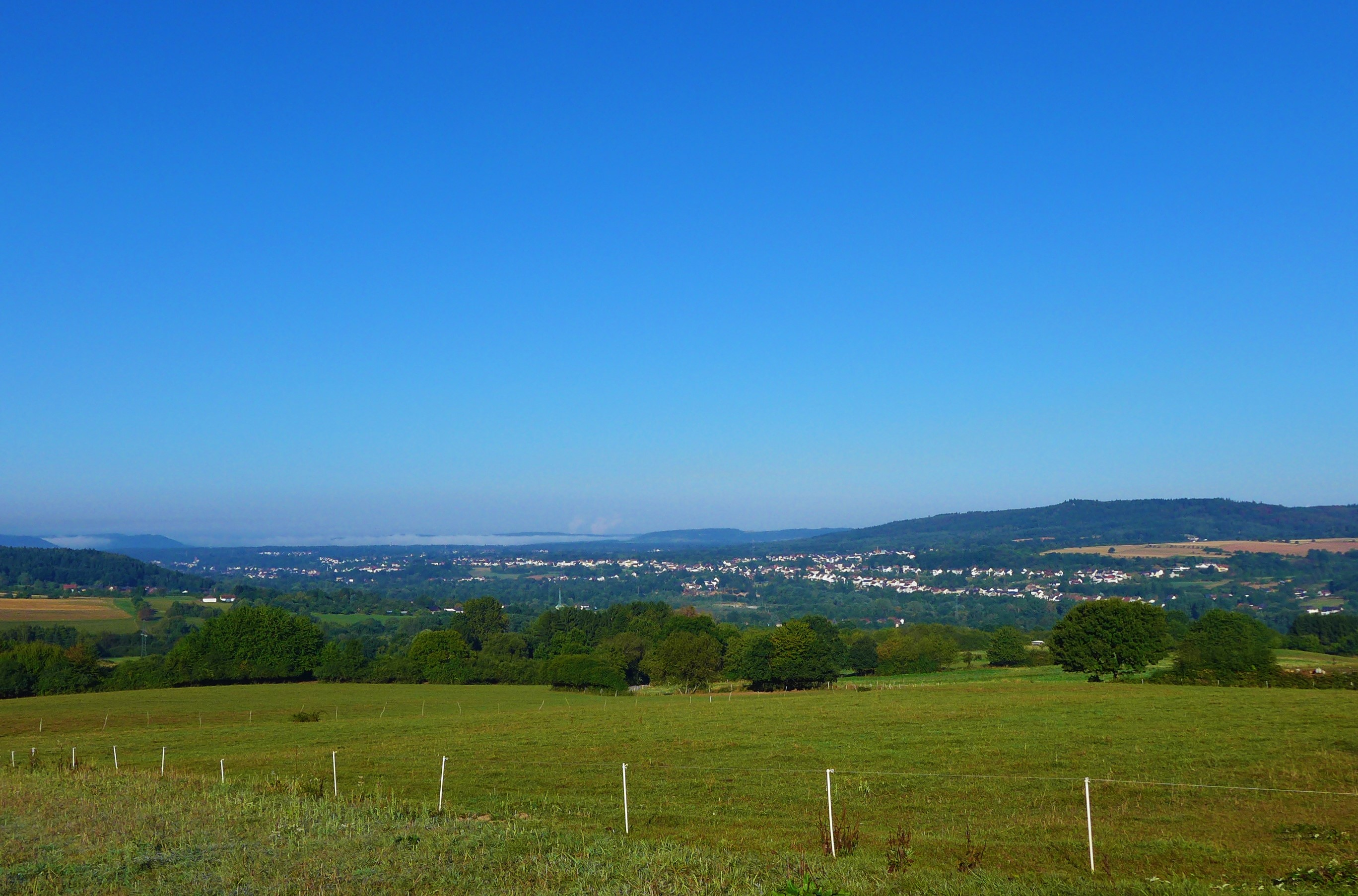
Blick vom Körpricher Hoxberg auf den 414 m hohen Litermont. Im Vordergrund das Nalbacher Tal mit den historischen Talgemeinden Diefflen (seit 1969 zu Dillingen/Saar), Nalbach, Piesbach, Bilsdorf und Körprich; Das Nebelband am Horizont bezeichnet den Verlauf der Saar

## Geographie
Die 414,2 m ü. NHN hohe Erhebung des Litermonts liegt nordöstlich von Dillingen/Saar, zwischen den Ortschaften Düppenweiler, Nalbach und Hüttersdorf. Die Erhebung ist, wie z. B. auch der Schaumberg bei Tholey, eines der zahlreichen Zeugnisse des permischen Vulkanismus im Bereich des heutigen Saar-Nahe-Berglands. Der Litermont besteht hauptsächlich aus Rhyolith, einem felsischen und daher in seiner chemischen und mineralogischen Zusammensetzung dem Granit ähnlichen vulkanischen Gestein. Das Gestein besteht überwiegend aus Quarz, Glimmer und Feldspat.
Der Rhyolith entstand aus einem relativ SiO2-reichen Magma bzw. einer entsprechenden Lava. Eine solche Anreicherung, auch Magmatische Differentiation genannt, findet fast ausschließlich beim Aufstieg von Magmen innerhalb einer relativ dicken Erdkruste statt.
Der Rhyolith drang in der saalischen Phase der Gebirgsbildung vor rund 275 Millionen Jahren zwischen ältere Gesteinsschichten ein.
Die Kupfervorkommen des Litermontes wurden unter anderen von der Dillinger Hütte gefördert, die Feldspatvorkommen wurden über 40 Jahre lang von der Firma Villeroy & Boch genutzt.

## Geschichte

### Wehranlage auf dem Litermont

Wappen von Nalbach mit heraldischem Litermontkreuz

Im Mittelalter stand nach örtlicher Überlieferung eine Burg auf dem Litermont. Eine urkundliche Erwähnung fehlt allerdings. Die mündliche Überlieferung manifestiert sich erstmals in einem vermutlich im 18. Jahrhundert entstandenen Gedicht, das der angeblichen Burgherrin Margarete von Litermont gewidmet ist. Die vermutete Wehranlage wurde der Sage nach von Maldix vom Litermont bewohnt. Dessen Mutter, Margarete vom Litermont, soll nach dem Jagdunfalltod des Sohnes an einem Karfreitag den Glockenzehnten in Nalbach gestiftet haben, weshalb sie nach ihrem Tod im Chor der Kirche zu Nalbach begraben wurde.
Der Dillinger Pfarrer und Historiker Philipp Schmitt entdeckte im 19. Jahrhundert auf dem Litermont geringe Mauerreste und Spuren von drei Wällen. Zwei kleinere Wälle zogen sich dicht um die Felsspitze, der dritte und weitaus größere war diesen vorgelagert. Dieser Graben ist auch heute noch im Gelände des Litermont-Plateaus gut zu erkennen. Die historische Forschung ist sich unklar, welche der Wallanlagen der römischen oder der mittelalterlichen Epoche zuzuordnen sind.
Mauerwerksfunde, die bei Sprengarbeiten im Jahr 1927 unterhalb der Felsspitze zu Tage traten, deuten eventuell auf eine kleinere Burganlage im Sinne einer Turmburg hin, die spätestens im 12. Jahrhundert zerstört wurde. Der drei- bis viergeschossige Burgturm soll sich etwa dort befunden habe, wo heute das Litermontkreuz steht. Die nach Südosten ausgerichtete Seite der Wehranlage war durch den steilen Hang, die übrigen Seiten wohl durch halbkreisförmige, palisadenbewehrte Wälle mit davorliegenden Gräben geschützt.

### Litermontkreuz

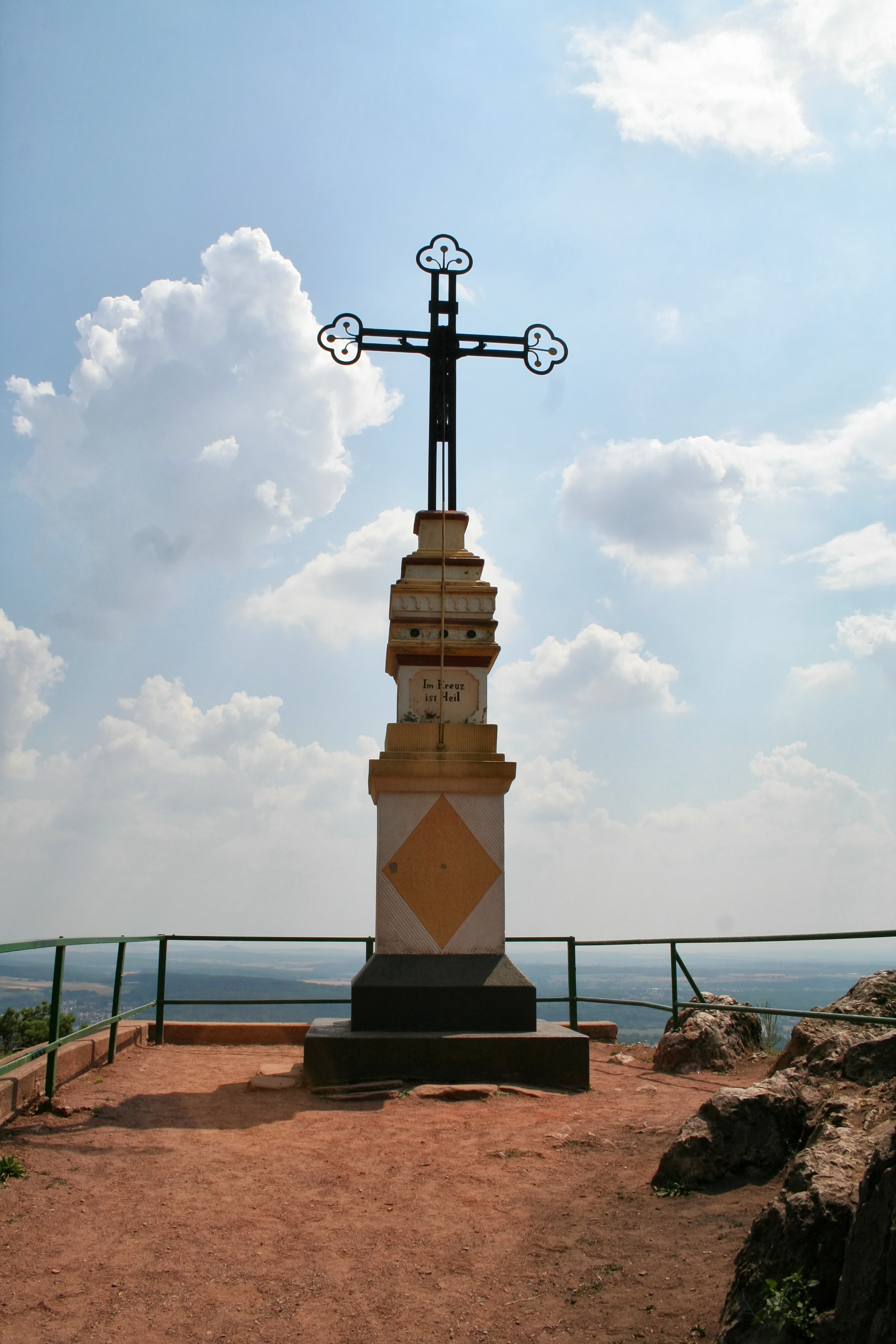
Das Kreuz auf dem Litermontgipfel

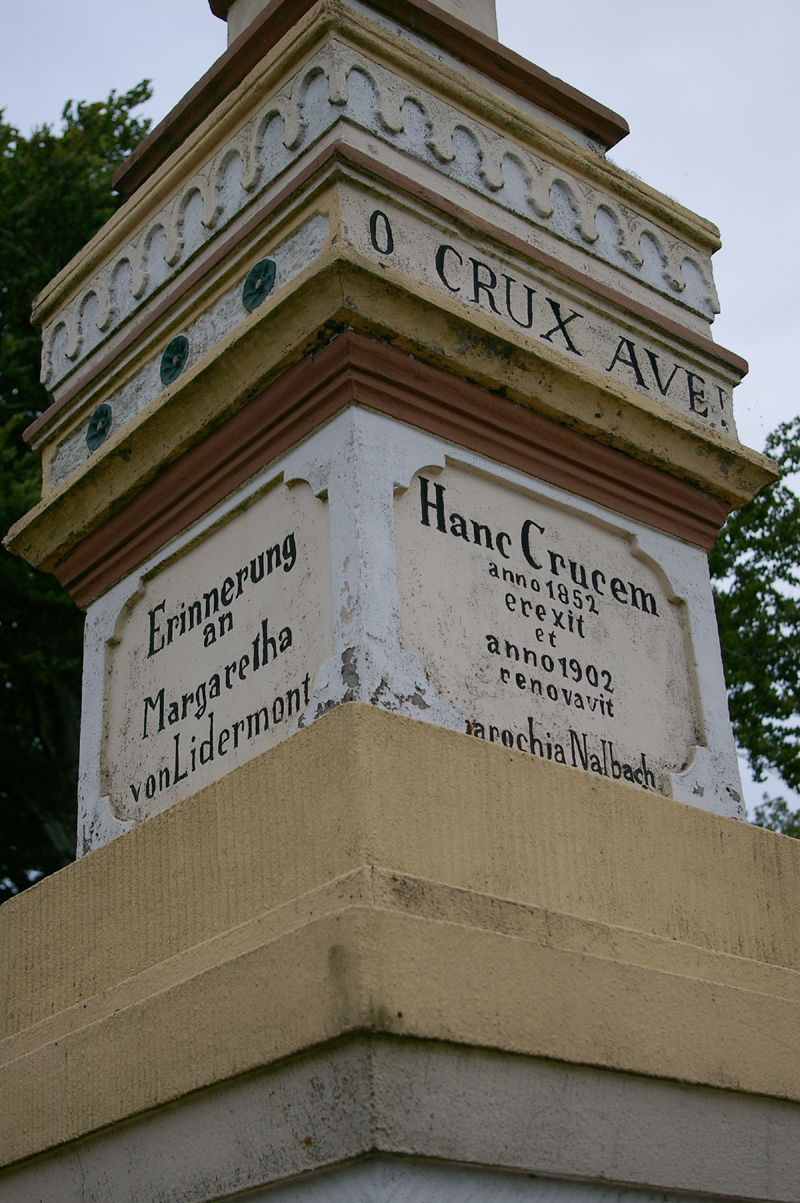
Inschriften am Litermontkreuz

Die erste urkundlich erwähnte Wallfahrt auf den Litermont ist für das Jahr 1552 belegt.
Mitte des 19. Jahrhunderts hat man Margarete vom Litermont zu Ehren auf dem Gipfel des Litermontes ein großes, weit sichtbares Kreuz aufgerichtet. Es trägt die Inschrift: „O CRUX AVE!, Erinnerung an Margaretha von Lidermont. Hanc Crucem anno 1852 erexit et anno 1902 renovavit parochia Nalbach. Im Kreuz ist Heil.“ (dt. Übersetzung des lateinischen Textes: Sei gegrüßt, oh Kreuz. Dieses Kreuz errichtete im Jahr 1852 die Pfarrei Nalbach und erneuerte es im Jahr 1902.) Die Inschrift „O Crux ave!“ ist ein Zitat des frühmittelalterlichen Dichters und Hagiographen der Merowingerzeit Venantius Fortunatus aus seinem lateinischen Hymnus Vexilla regis prodeunt. Bis zur Reform der Karwochenliturgie im Jahr 1955 war der Hymnus für den Karfreitag vorgesehen, wenn das Allerheiligste zum Hochaltar gebracht wurde. Insofern nimmt das Hymnus-Zitat auch indirekt Bezug auf die Litermont-Sage vom Maldix, der, anstatt an der Karfreitagsliturgie in der Nalbacher Kirche teilzunehmen, regelwidrig auf die Jagd ging und dabei in die Tiefe stürzte. 
Die rechte Seite trägt die Inschrift: „In hoc signo vinces.“ (Eigentlich hier: „Ii (sic!) hoc signo vinces“; deutsch: „In diesem Zeichen wirst du siegen.“) Die lateinische Redewendung bezieht sich auf den Sieg Konstantins des Großen gegen seinen Rivalen Maxentius im Jahr 312 in der Schlacht bei der Milvischen Brücke. Die Schlacht bei der Milvischen Brücke markiert zusammen mit der Mailänder Vereinbarung den Übergang der römischen Reichsregierung zu einer christenfreundlichen Politik, da Konstantin den Sieg offenbar dem Wirken des Gottes der Christen zuschrieb.
Der Piesbacher Schmied Johannes Becker (1826–1914) hatte das Kreuz im Jahr 1852 für 150 Taler in der alten Piesbacher Schmiede angefertigt. Dieses wurde mit einem Pferdewagen feierlich zum Litermont gebracht und auf einem bereits vorhandenen, älteren Sockel aufgestellt. Der Christus-Korpus bestand aus Keramik. Johann Becker (* 1863), Sohn von Johannes Becker, renovierte im Jahr 1902 das Litermontkreuz, nachdem es durch einen Orkan beschädigt worden war, ebenfalls in der Piesbacher Schmiede. Dabei wurde die heute noch vorhandene Sockelinschrift angebracht. Der untere Teil des Sandsteinsockels wurde in den Jahren 1950 und 1959 von Friedolin Birk umgestaltet. Im Jahr 1981 schändeten Unbekannte das Kreuz. Die Schäden wurden durch den Piesbacher Norbert Becker, Urenkel des Herstellers des Kreuzes Johannes Becker,  behoben. Im Jahr 1994 wurde das Kreuz erneut geschändet. Auf Initiative des Nalbachers Paul Eisenbarth ersetzte man den zerstörten Keramik-Korpus gegen einen Metall-Korpus. Im Jahr 2002 stellte das Staatliche Konservatoramt des Saarlandes das Litermontkreuz als „historisches Prozessions- und Wallfahrtskreuz mit hohem Situationswert“ unter Denkmalschutz. Die Piesbacher Schmiede wurde bis zum Jahr 1965 betrieben und dann endgültig geschlossen. Sie dient heute als Museum, in dem auch durch Vorführungen das Schmiedehandwerk vermittelt wird.
Das Litermontkreuz befindet sich im Eigentum der Pfarrei St. Peter und Paul in Nalbach und stellt heute das Wahrzeichen der Zivilgemeinde Nalbach dar. Das stilisierte Kreuz, umgeben von vier Sternen (Symbole der Nalbacher Talgemeinden; ohne Diefflen), ist seit 1974 heraldisches Zentrum des Wappens der Gemeinde Nalbach.

### Kupferbergwerk

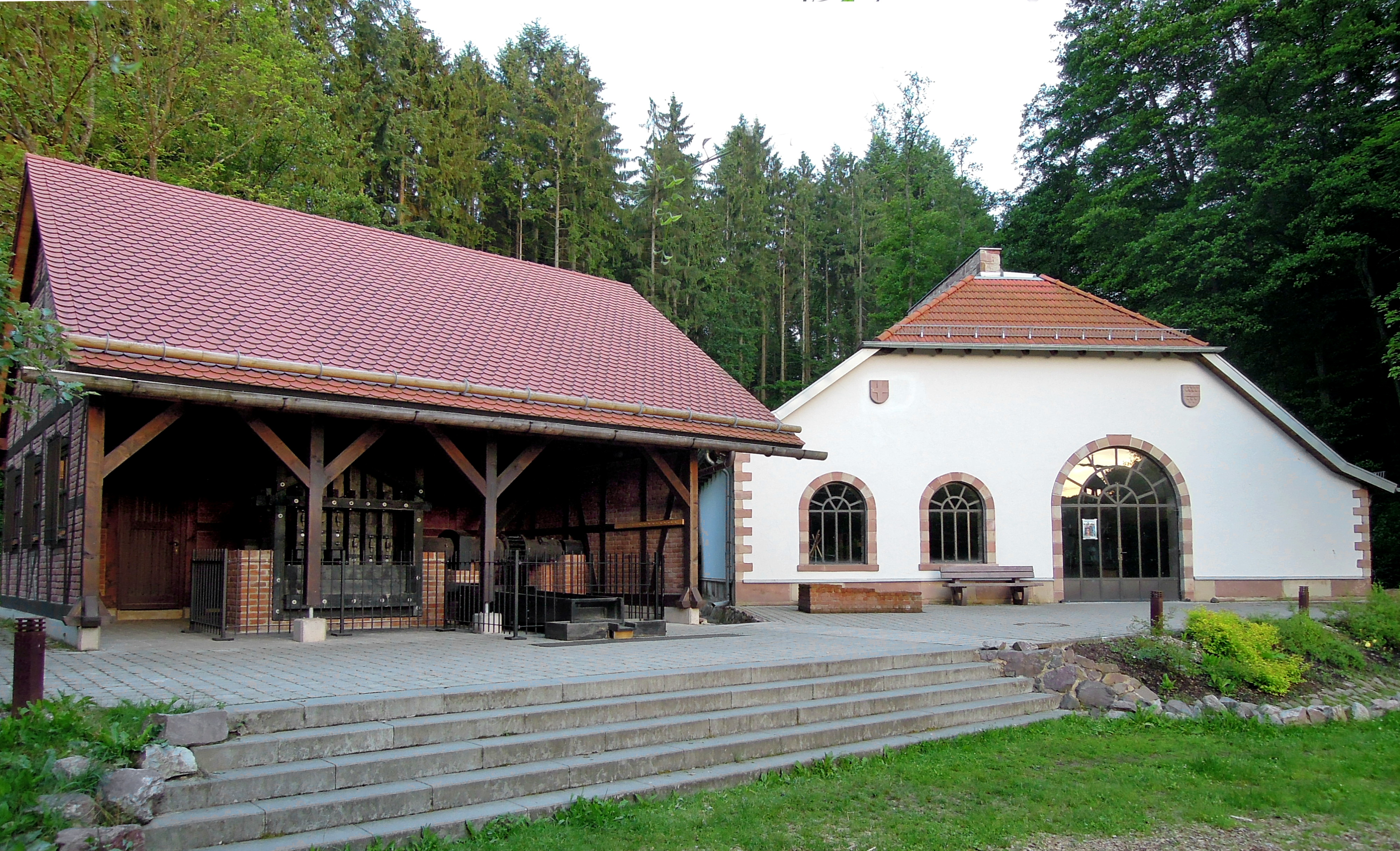
Pochwerk (links) und Schmelze (rechts) des Kupferbergwerkes
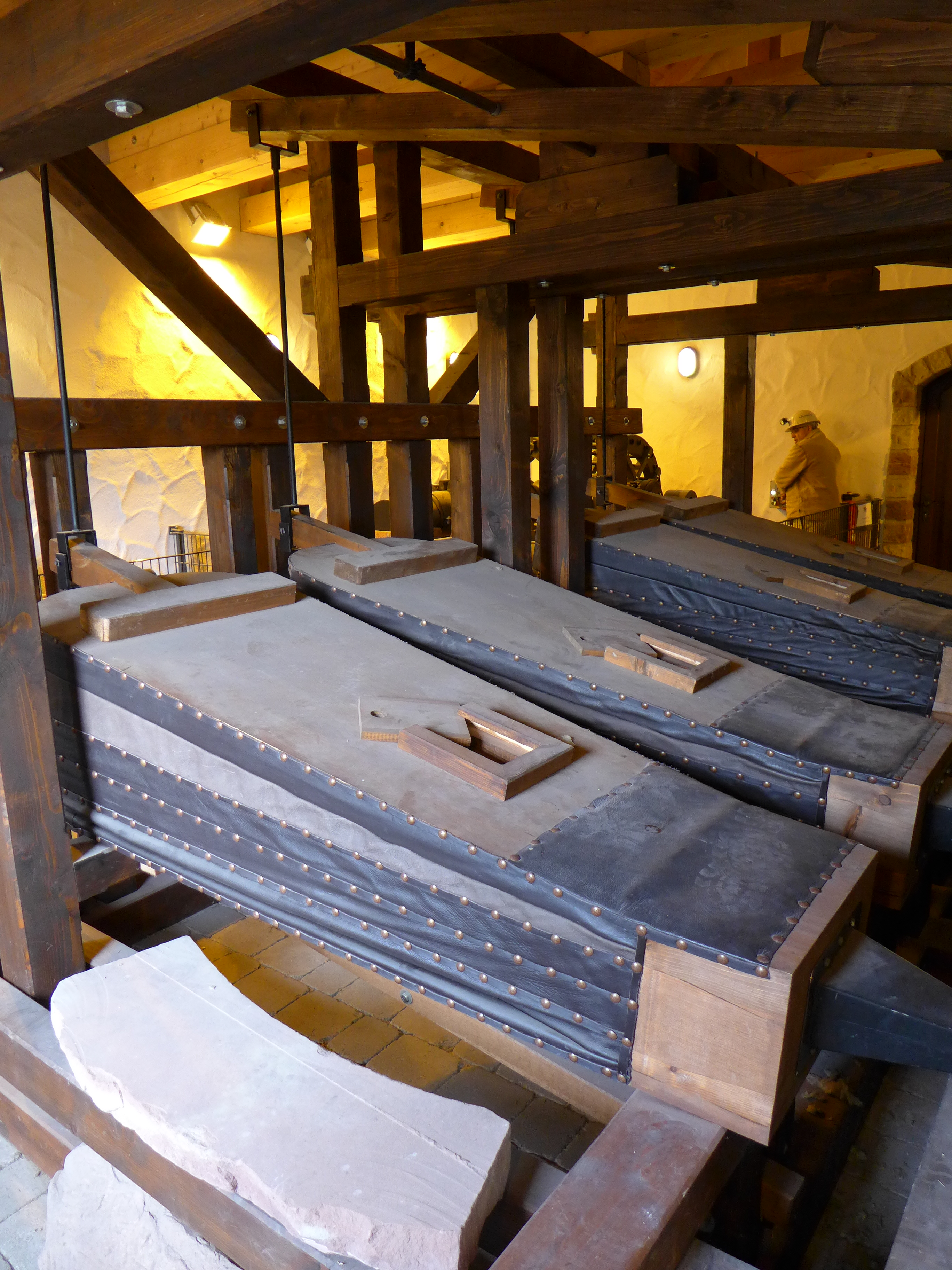
Gebläsehalle
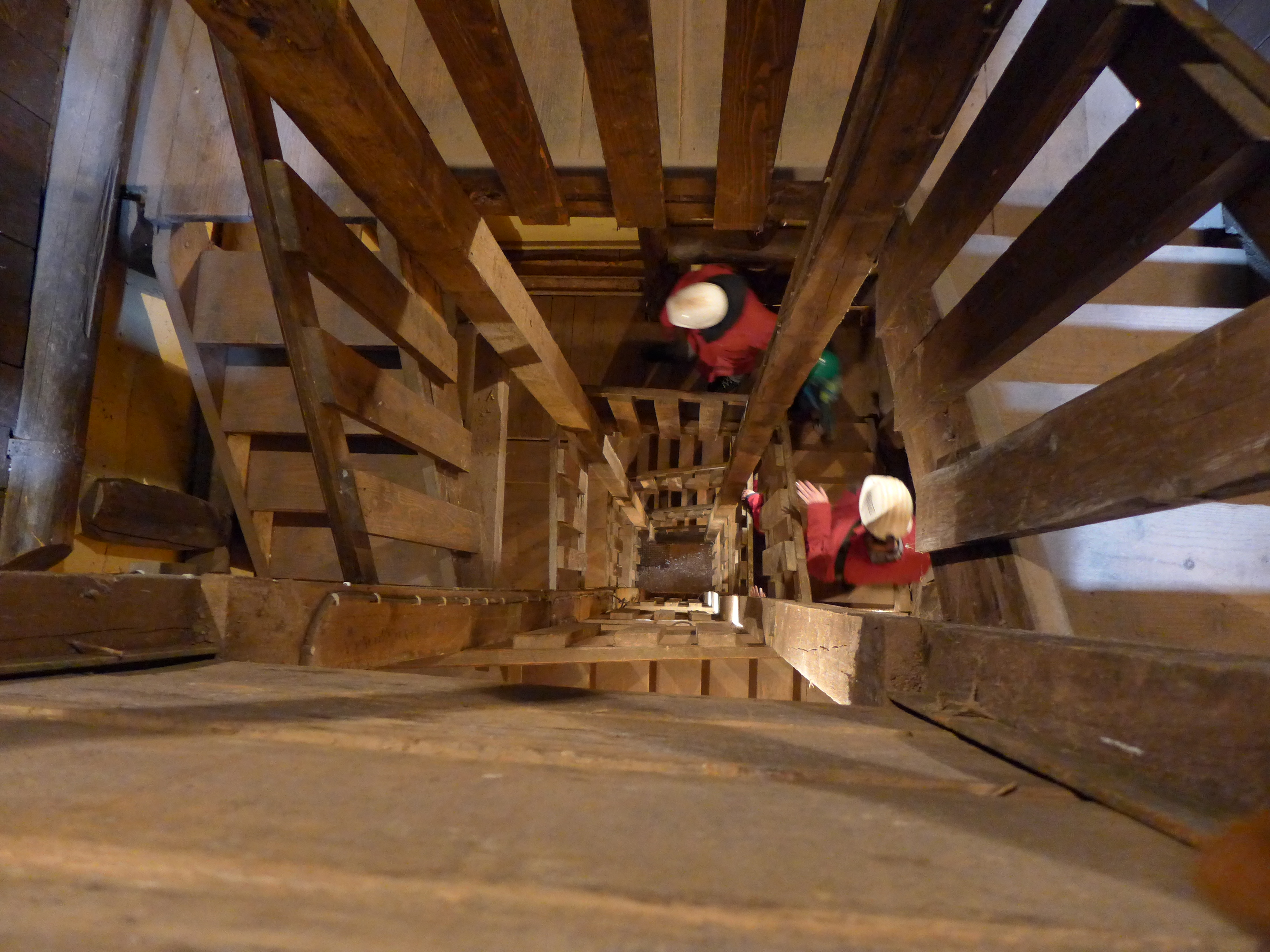
Schachtanlage
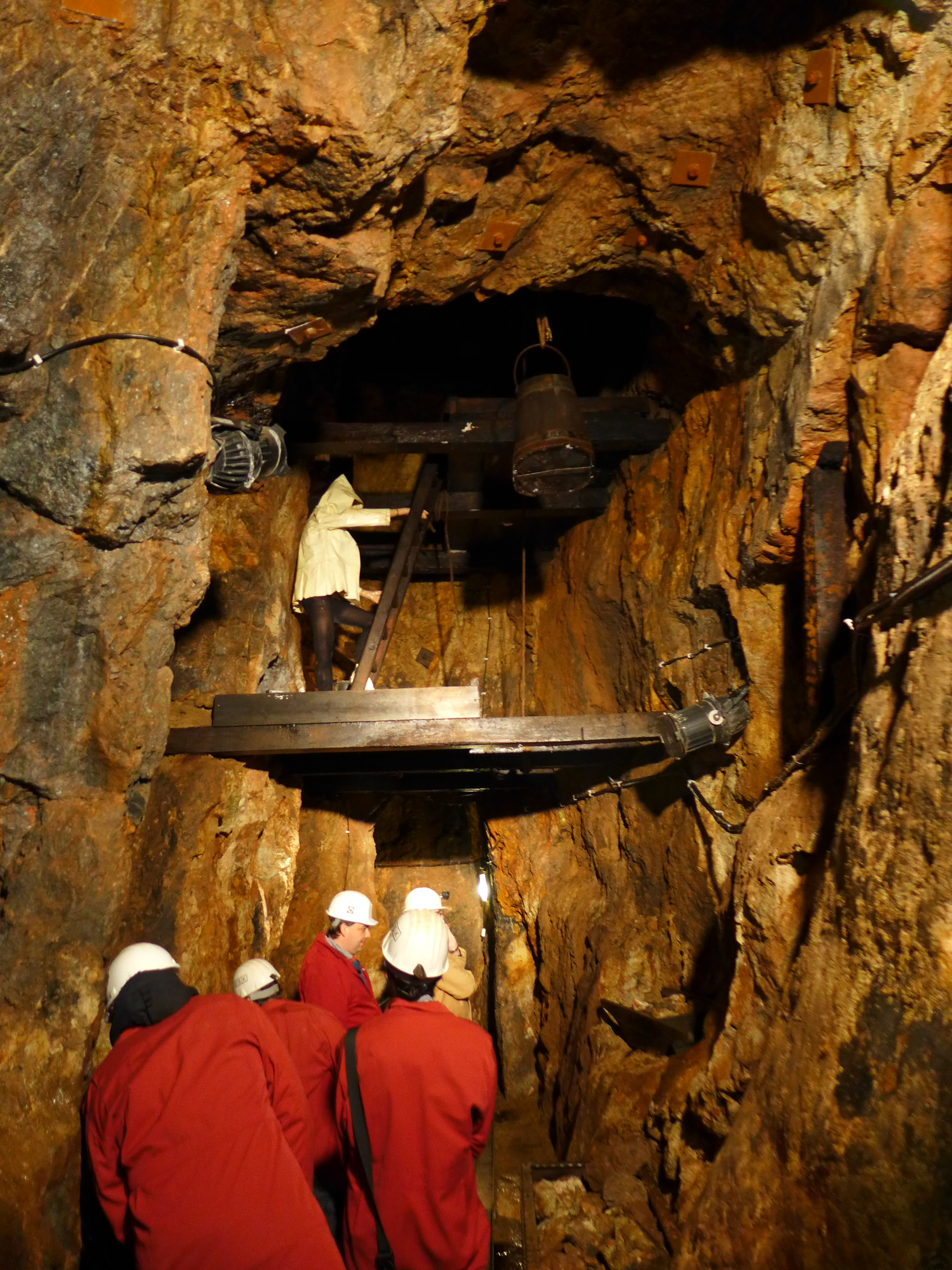
Stollen
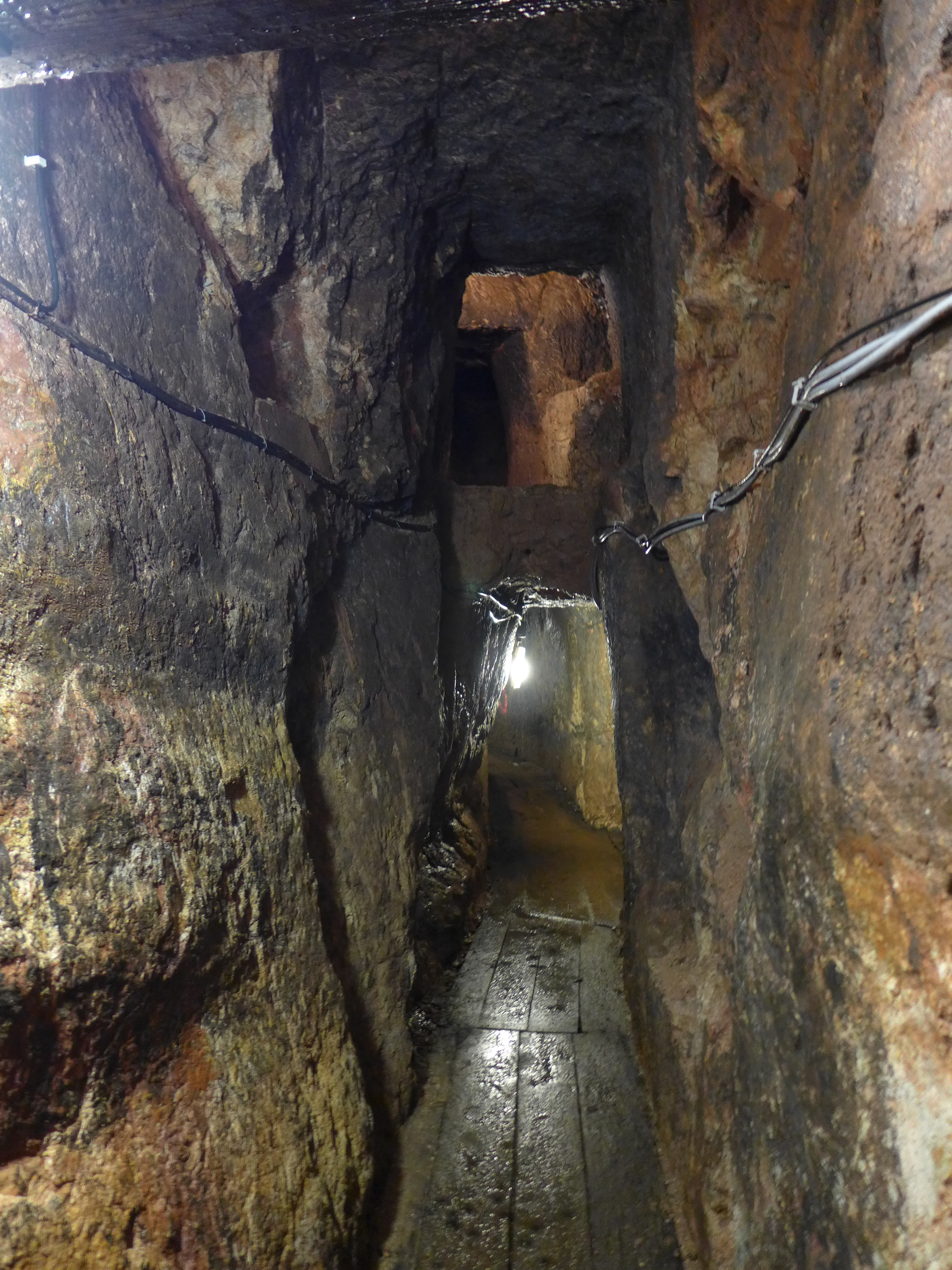
Stollen

Vom 18. Jahrhundert an wurde am Litermont Kupfer abgebaut, allerdings sind diese Minen heutzutage erschöpft. In Düppenweiler kann man ein Museumsbergwerk der Grube Düppenweiler besichtigen.
Im späten 20. Jahrhundert beschloss man, das ehemalige Kupferbergwerk als Besucherbergwerk zugänglich zu machen. Nachdem im Jahr 1992 ein Förderverein die Trägerschaft übernommen hatte, wurden zunächst der Hüttenschacht, später der Sello- und der Hauzeurschacht zugänglich gemacht sowie über Tage eine Bergwerkskapelle, Mundloch- und Schachtüberdachungen und das Schachthaus des Hauzeurschachtes aufgebaut. Der Besucherbetrieb begann Ende 1995. Im Jahr 1999 war der zweite Ausbauabschnitt beendet, in dem auch der neue Barbaraschacht zugänglich gemacht worden war. Es folgte der Wiederaufbau eines Dampfmaschinenfundamentes und die Einrichtung eines Informationszentrums. Über Tage sind außerdem Fördereinrichtungen sowie eine Lorenbahn zu sehen. Die Einrichtungen unter Tage sind nur im Rahmen einer Führung durch den Heilig-Kreuz-Schacht zu besichtigen. Hier werden Informationen über den Holz- und Geviertausbau, Abbausprengungen, Blindschächte und die verschiedenen Arbeitsgänge der Bergmänner vermittelt.

### Optischer Telegraph

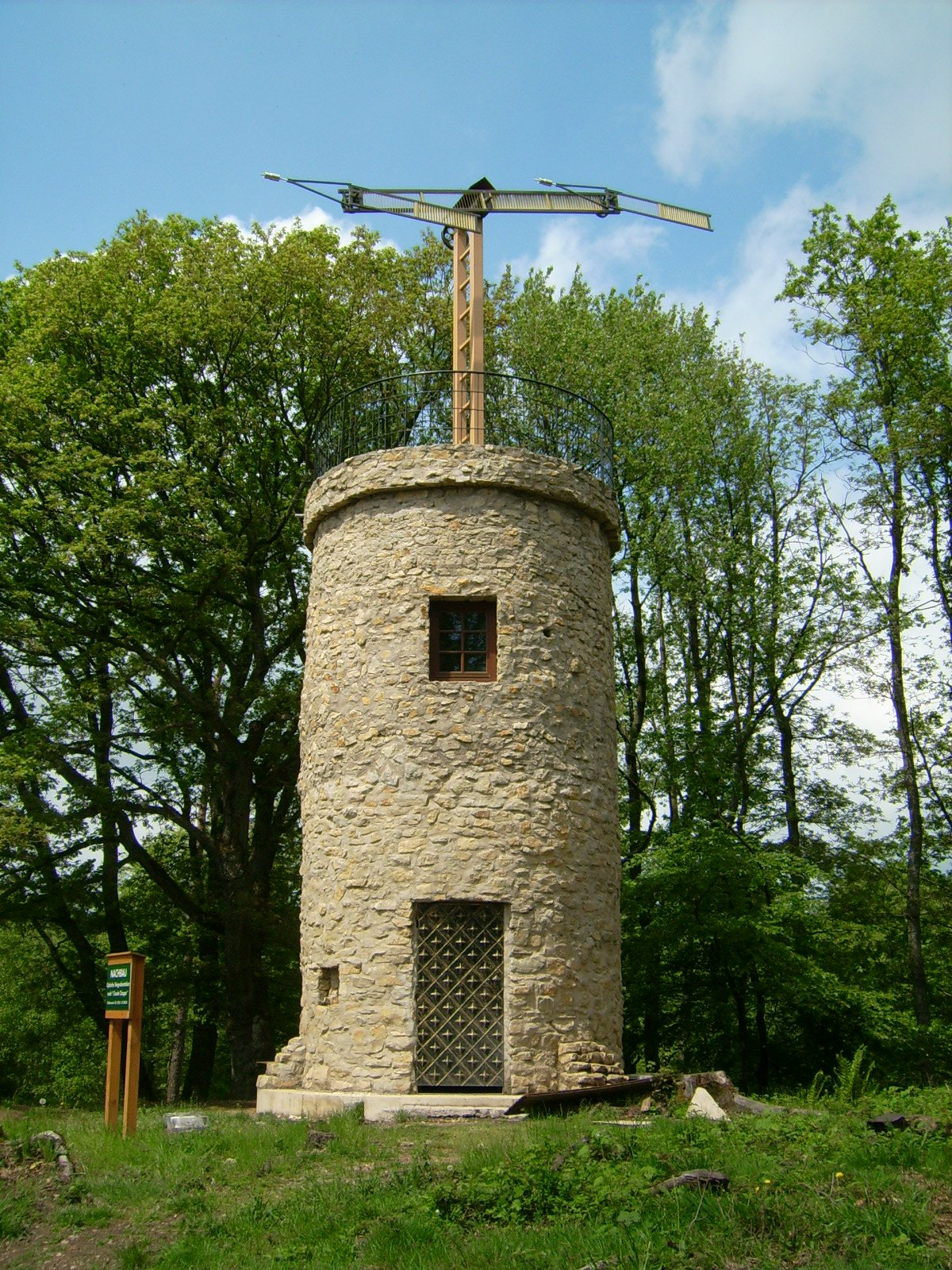
Optischer Telegraphenturm auf dem Litermont

In Sichtweite des Gipfelkreuzes steht ein seltenes, weil frühes Technisches Denkmal, der originalgetreue Nachbau eines Optischen Telegrafen, er gehörte einst zur ersten optischen Staats-Telegraphenlinie Deutschlands (Strecke Metz-Mainz, Linienlänge 225 km) nach dem System von Claude Chappe, die 1813 im Auftrag Kaiser Napoleons errichtet wurde. Die benachbarten Stationen waren der Siersberg und der Hoxberg. Mit der Eroberung der Rheinlande durch Preußen wurde die überaus innovative Anlage aber schon 1814 nicht mehr genutzt und ging langsam in Verfall über. Die preußische Forstverwaltung begann ab dem Jahr 1856 mit der Aufforstung der abgeholzten Bewaldung des Litermontes mit schnell wachsendem Nadelgehölz. Ein Orkan vernichtete im Jahr 1895 die Monokultur. Dabei wurden 10000 Festmeter Kiefernholz zerstört und auch das Litermontkreuz beschädigt.

### Grauer Stein

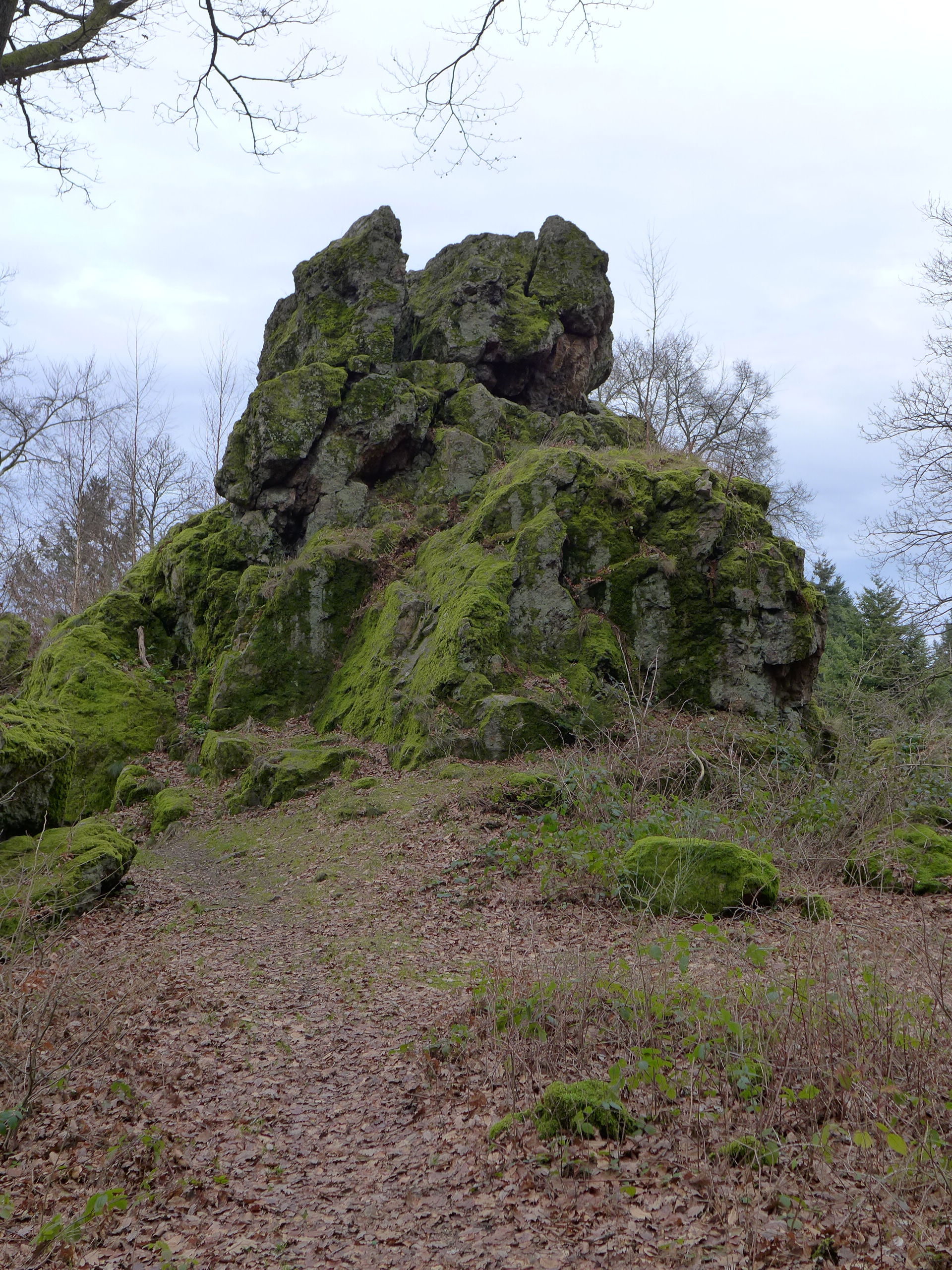
Litermont, Felsformation „Grauer Stein“

Das Naturdenkmal „Grauer Stein“ oder „Druidenstein“, eine imposante Felsformation vulkanischen Ursprungs aus Quarzporphyr, soll als keltische Kultstätten gedient haben.

### Bendersche Schanze
Der kaiserliche Feldmarschall Blasius Columban von Bender ließ in den Revolutionskriegen in der sogenannten Benderschen Schanze im „Steinbruch im Loch“ am Litermont Befestigungsanlagen gegen die Franzosen anlegen. Schließlich schloss er seine militärische Laufbahn im Alter von 82 Jahren durch die zähe achtmonatige Verteidigung Luxemburgs gegen die Franzosen bis zur Kapitulation am 6. Januar 1795 ab.

### Westwall-Bunker

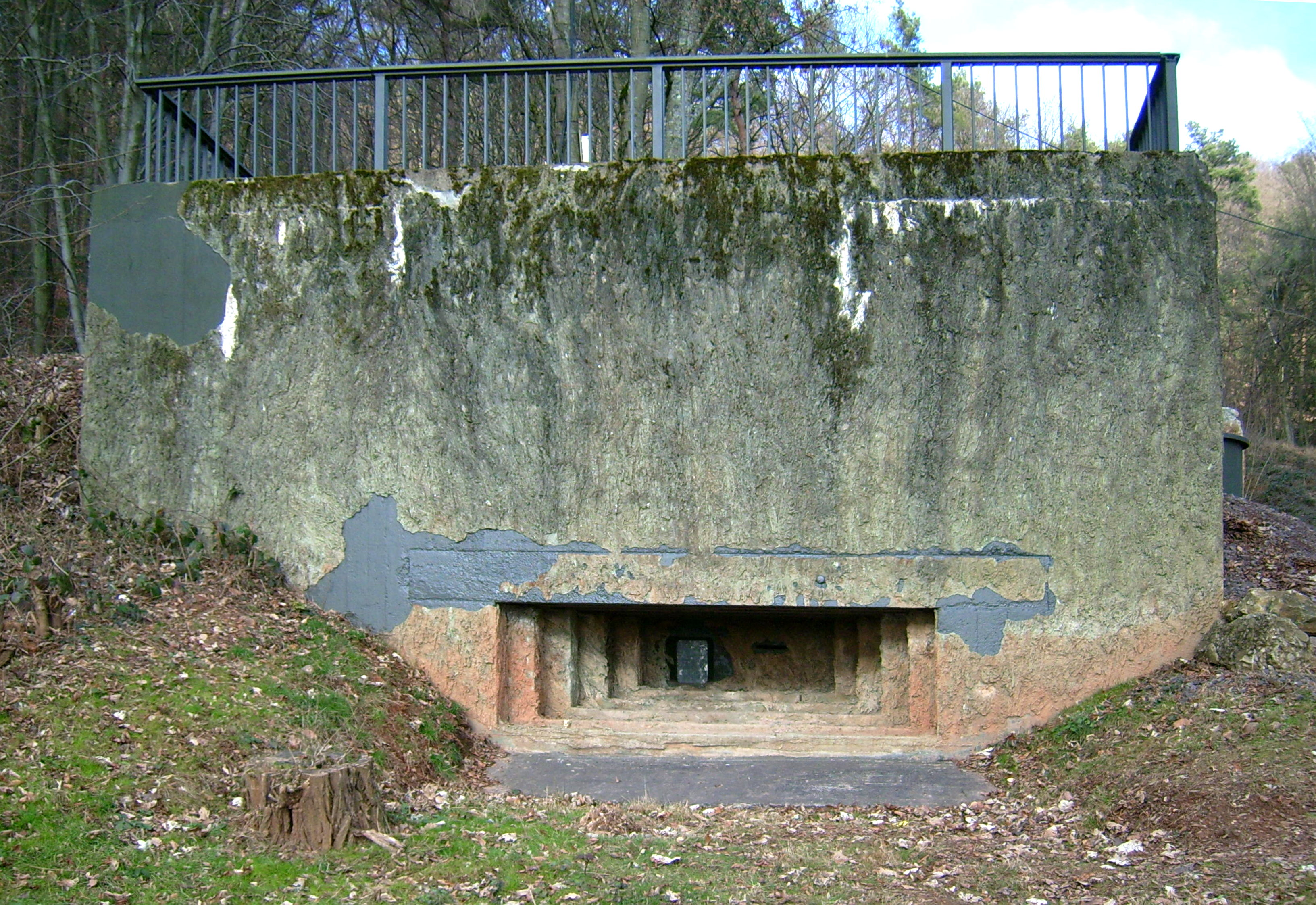
„Litermont-Bunker“ (errichtet 1938), Westwallbefestigung

Das Litermont-Gebiet ist durchzogen von zahlreichen Bauten des Westwalls (Bunker, Panzersperren u. ä.), die Ende der 1930er Jahre errichtet wurden. Die meisten dieser armierten Betonbauten wurden nach dem Zweiten Weltkrieg gesprengt und sind seither für die Bevölkerung im Inneren nicht mehr zugänglich. Ihre bizarren Armierungsbetonbruchstücke sind von der Natur des Litermontes überwuchert worden. Lediglich im Nalbacher Geschichtspark besteht noch die Möglichkeit, eine erhaltene Anlage auch im Innern zu besichtigen.

### Jagdhaus des Johannes Hoffman
Zwischen Litermontgipfel und dem Ort Düppenweiler liegt das Jagdhaus des ersten saarländischen Ministerpräsidenten Johannes Hoffmann (Politiker, 1890). Es ist der Öffentlichkeit nicht zugänglich.

### Wohnsiedlung Litermont
Auf dem Litermont, zwischen Gipfel und Düppenweiler, entsteht eine Wohnsiedlung.

## Premiumwanderwege

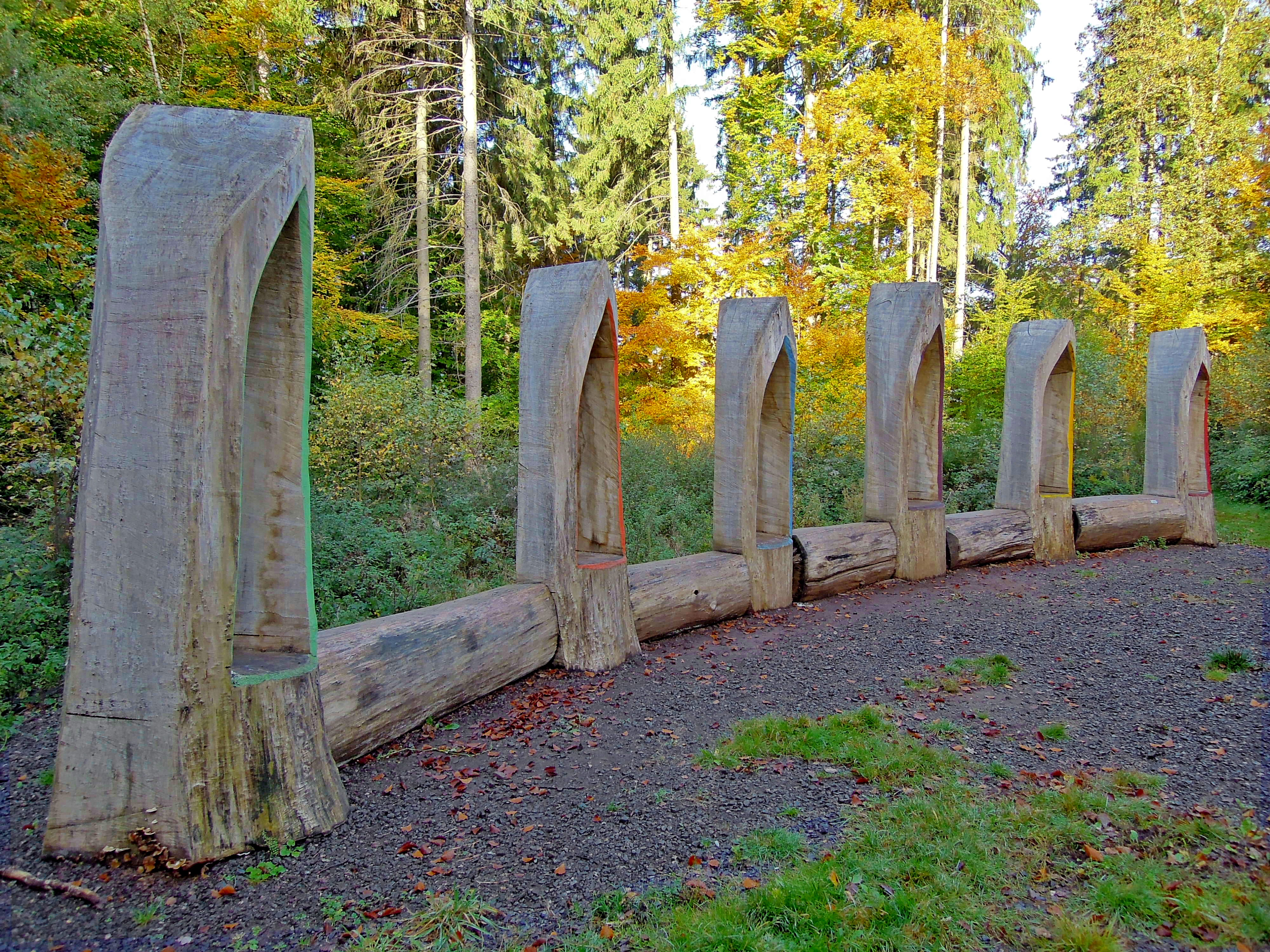
Litermont, Holzkunst

Seit dem Sommer 2005 befindet sich am Litermont ein Walderlebnispfad.
Die Litermont Gipfeltour ist der erste im Landkreis Saarlouis erbaute Premiumwanderweg. Vom deutschen Wanderinstitut wurde er am 18. April 2007 mit 80 Erlebnispunkten bewertet und war damit zu diesem Zeitpunkt höchstprämierter Wanderweg in Deutschland.
Der Rundweg ist 9 km lang und führt an Bachläufen, Rastplätzen und Kletterpassagen vorbei durch Felswände zum 414 m hohen Litermont-Gipfel. Hier hat man eine Aussicht vom Litermontkreuz weit über saarländische Grenzen hinweg.
Besonderheiten auf dem Weg zum Gipfel sind das „Froschparadies“, ein Sekundärbiotop auf dem Gebiet einer ehemaligen Sandgrube. Auf engem Raum existiert ein Nebeneinander von Trocken- und Feuchtbiotopen, die einen idealen Lebensraum für seltene Pflanzen- und Tierarten bieten.
Der Weidendom ist ein lebendes Bauwerk aus Weidenruten mit einer Höhe von 7 m und einem Durchmesser von 10 m. Der Nalbacher Weidendom ist das erste Bauwerk dieser Art im Saarland und dient der Gemeinde für vielfältige Veranstaltungen.
An einem Skulpturenweg sind mehrere großformatige Holzskulpturen und Holzinstallationen aus Pappelholz des in Berlin geborenen und in Niederbayern tätigen Bildhauers Örni Poschmann (* 1965) aufgestellt. Poschmann kam auf Anregung der Künstlerin Margarete Lafontaine nach Nalbach.
Saarwald-Verein
Der Saarwald-Verein, eine Vereinigung der Wanderbewegung, wurde am 28. April 1907 von Wanderfreunden aus Saarbrücken und Dillingen/Saar auf dem Gipfel des Litermontes gegründet. Der Verein ist Mitglied im Verband Deutscher Gebirgs- und Wandervereine und unterhält im Saarland Wanderwege und Wanderheime. Ziele des Vereins sind die Pflege des Wanderns, die Ausbildung von Wanderführern, die Herausgabe von Kartenmaterial und Wanderliteratur sowie der Denkmalschutz und die Pflege des Brauchtums. Er engagiert sich auch im Bereich des Naturschutzes und der Landschaftspflege.

## Sagen
Der saarländische Volkskundler Karl Lohmeyer überliefert hinsichtliche des Litermontes zahlreiche Volkssagen.

### Die Sage vom Maldix
Die Burg auf dem Litermont wurde von Maldix vom Litermont (wahrscheinlich ein schon früh erfundener Spottname, lat.: maledictus = „schlecht“ genannt, Einer über den man Schlechtes redet – das Gegenteil wäre benedictus) und seiner Mutter Margarete bewohnt. Ritter Maldix war ein wilder Jäger und wüster Zecher. Alle Ermahnungen seiner Mutter waren umsonst. Maldix, so die Sage, hatte auch einen ebenso gerechten wie frommen Bruder, der mehr auf die Mutter in seinem Wesen gekommen war, und auf der nahen Siersburg seinen Wohnsitz gehabt haben soll. Wenn Maldix wieder einmal auf der Burg Litermont besonders schlimm tobte und fluchte, soll Margarete durch einen, nur ihr bekannten, unterirdischen Gang vom Litermont zu ihrem frommen Sohn auf die Siersburg geflohen sein.
Am heiligen Karfreitag in den frühen Morgenstunden vor Sonnenaufgang, als Margarete sich zur Andacht in die Nalbacher Kirche begab, wollte Maldix gegen den innigen Wunsch und trotz der schlimmen Vorahnung seiner frommen und mildtätigen Mutter mit seinen lasterhaften Spießgesellen eine wilde Treibjagd im Nalbacher Herrenwald veranstalten. Dabei entdeckte er einen großen Hirschen und hetzte ihn durch den Wald auf den Litermont. In gotteslästerlicher Weise habe er ausgerufen: „Heute stirbt der Herr für dich, Mutter, und der Hirsch für mich.“
Als Maldix im verblendeten Jagdrausch von seinem, vor einer steil abfallenden Felsklippe scheuenden Pferd fiel, stürzte er grässlich schreiend in die tiefe (Teufels-)Schlucht und kam grausam zu Tode. Mit zerschlagenen Gliedern fand ihn die Jagdgesellschaft in seinem Blut. Der geheimnisvolle Hirsch aber war verschwunden.
Im nächtlichen Sturmwind, besonders in den Rauhnächten, hört man der Sage nach den unerlösten Geist des Maldix, begleitet von verwehtem Hundegebell, Peitschenknallen, Hörnerklang, dem Hallo der Jäger und unheimlichem Funkensprühen, noch heute auf einem glühenden Wagen, Unglück bringend, durch das Primstal und den Dillinger Wald brausen.
Margarete vom Litermont, seine aufgrund des unseligen Todes ihres Sohnes gramgebeugte Mutter, stiftete darauf in Nalbach den Glockenzehnten, weshalb sie nach ihrem Tod im Chor der Kirche zu Nalbach begraben wurde.

### Weitere Litermont-Sagen

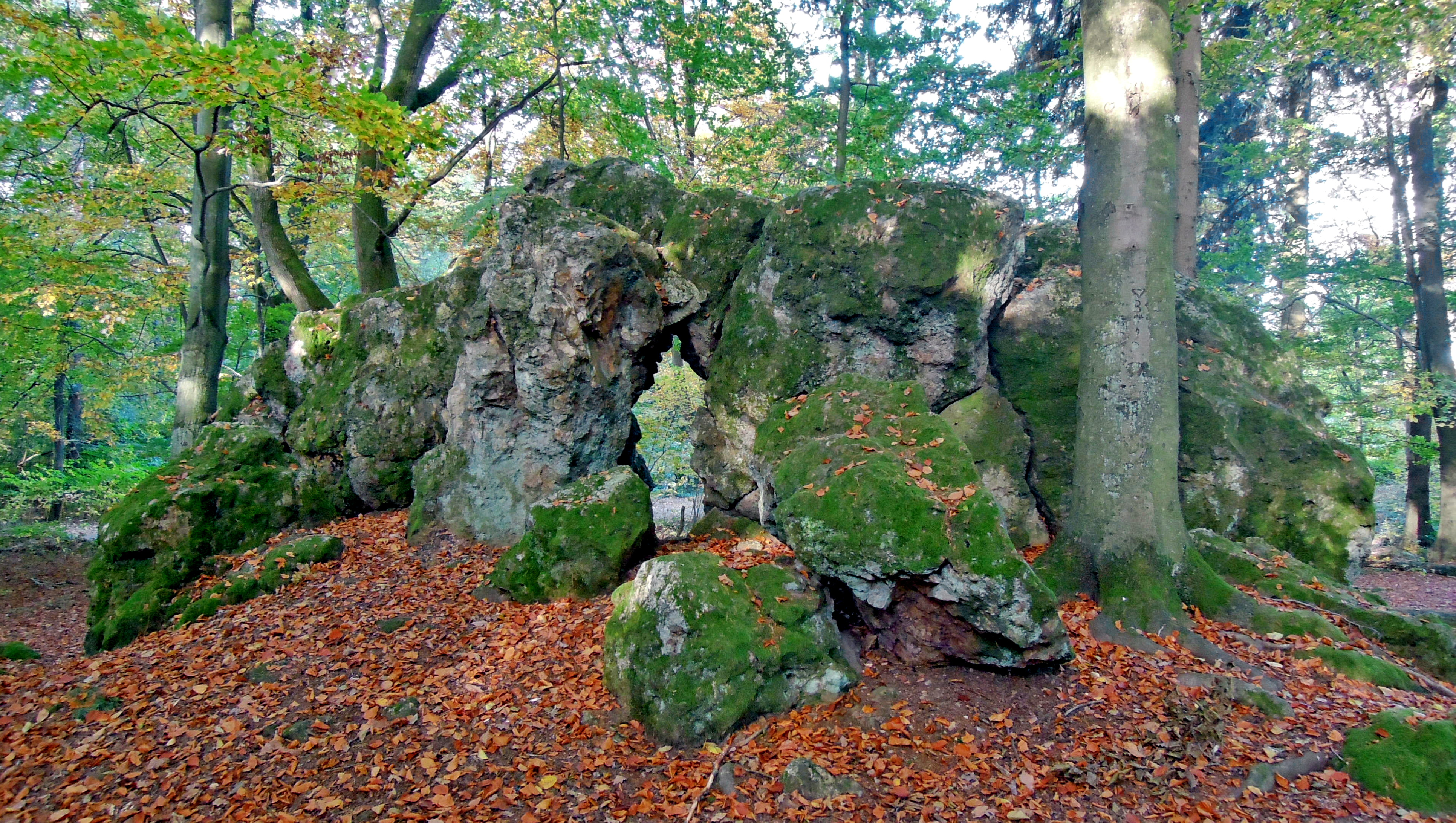
Lintermont, Formation „Grauer Stein“ bzw. Druidenstein

Karl Lohmeyer überliefert noch weitere Sagen im Zusammenhang mit dem Litermont:
- Die Erzgräbersagen vom Litermont: Die Sage erzählt, dass der Maldix vom Litermont in den Kupferstollen des Berges mit seinen Schätzen in einer eisernen Kiste begraben liegen soll. Aber jedes Mal, wenn einem Schatzsucher im Steingeäder blaue Flämmchen über den Kisten mit Gold erschienen seien, sei eine Wasserflut über dem Suchenden eingebrochen und der zusammenbrechende Stollen habe alles unter sich begraben.[34]

- Der unterirdische See im Litermont: Vom Litermont geht die Sage, dass der ganze Berg unterirdisch hohl sei und dass ihn ein unterirdischer See ausfülle, der von südlichen Meeresarmen gespeist sei. Dabei bestehe die Gefahr, dass der See eines Tages auslaufe und die ganze Gegend ringsum wie in einer zweiten Sintflut unter sich begrabe. In diesem düsteren unterirdischen See sei der Maldix gebannt. Sofort nach seinem unseligen Ende habe sich der Teufel seines Leibes und der Schätze seiner Burg auf dem Litermont bemächtigt. Alles liege wohlverwahrt in eisernen Kisten, die der Teufel tief im unterirdischen Bergsee versenkt habe. Nur am Karfreitag, in Sturmnächten und in den Rauhnächten habe der Teufel dem Maldix erlaubt, sein nasses Grab im Berg zu verlassen und als wilder Jäger durch die Lüfte des Primstales und des Dillinger Waldes zu rasen. Dann müsse der Maldix wieder zurück. Der Berg öffne sich und unter Donnern und Grollen rase der Maldix in die Tiefen des Litermontes hinein.[35]

- Das Teufelsloch auf dem Litermont: In der Nähe der alten Burg auf dem Litermontgipfel sei tief im Dickicht des Waldes das Teufelsloch verborgen. Es sei rund wie ein Brunnenschacht. Als einst ein Nalbacher Hirtenjunge es mit seinen Kameraden gefunden habe, sei er an einem langen Strick von seinen Freunden hinabgelassen worden, um zu erkunden, was man in der Tiefe fände. Als der Hirtenbub schließlich unten war, sei er auf etwas Borstig-Haariges gestoßen. Als man den Jungen wieder ans Tageslicht heraufgezogen habe, sei er kreidebleich gewesen und habe behauptet, den Teufel gesehen zu haben. Der Hirtenbub sei schreiend heimgelaufen, am Herzen krank geworden und bald gestorben.[36]

- Der Patriarch vom Druidenstein auf dem Litermont: Im Litermontgebiet ging ein uralter Hirsch mit zwölfendigem Gehörn umher, von dem es hieß, dass ihn kein Jäger treffen könnte und den man deshalb unten im Tal als „Patriarchen vom Litermont“ nannte. Nächtliche Wanderer sahen den Hirschen zuweilen in mondhellen Nächten beim sagenumwobenen Druidenstein. Das habe den Ehrgeiz von kühnen Dillinger Jägern gepackt, die den Hirsch endlich erlegen wollten. Schließlich hätten sie den Hirschen beim Druidenstein erlegt und erst in hundert Jahren würde auf dem Litermont ein annähernd ehrfurchtgebietender Hirsch erscheinen.[37]

- Der weiße Reiter vom Litermont: Die Sage erzählt, dass ein prächtiger, ganz in Weiß gekleideter Reiter vom Litermont herab nach Nalbach geritten sei. Dieser Reiter sei nahe der Nalbacher Dorfkirche auf ungeklärte Art und Weise ums Leben gekommen. Seither läuten jeden Freitag die Nalbacher Glocken angeblich von selber in Erinnerung an den vornehmen weißen Reiter und fordern den frommen Beter auf, für dessen Seelenheil zu beten. Das Läuten der Nalbacher Glocken hörten zu diesem Anlass allerdings nur wirklich fromme Menschen im Tal wie wimmerndes, fernes Klagen.[38]

### Erzählung vom „Liddermenner Wolf“

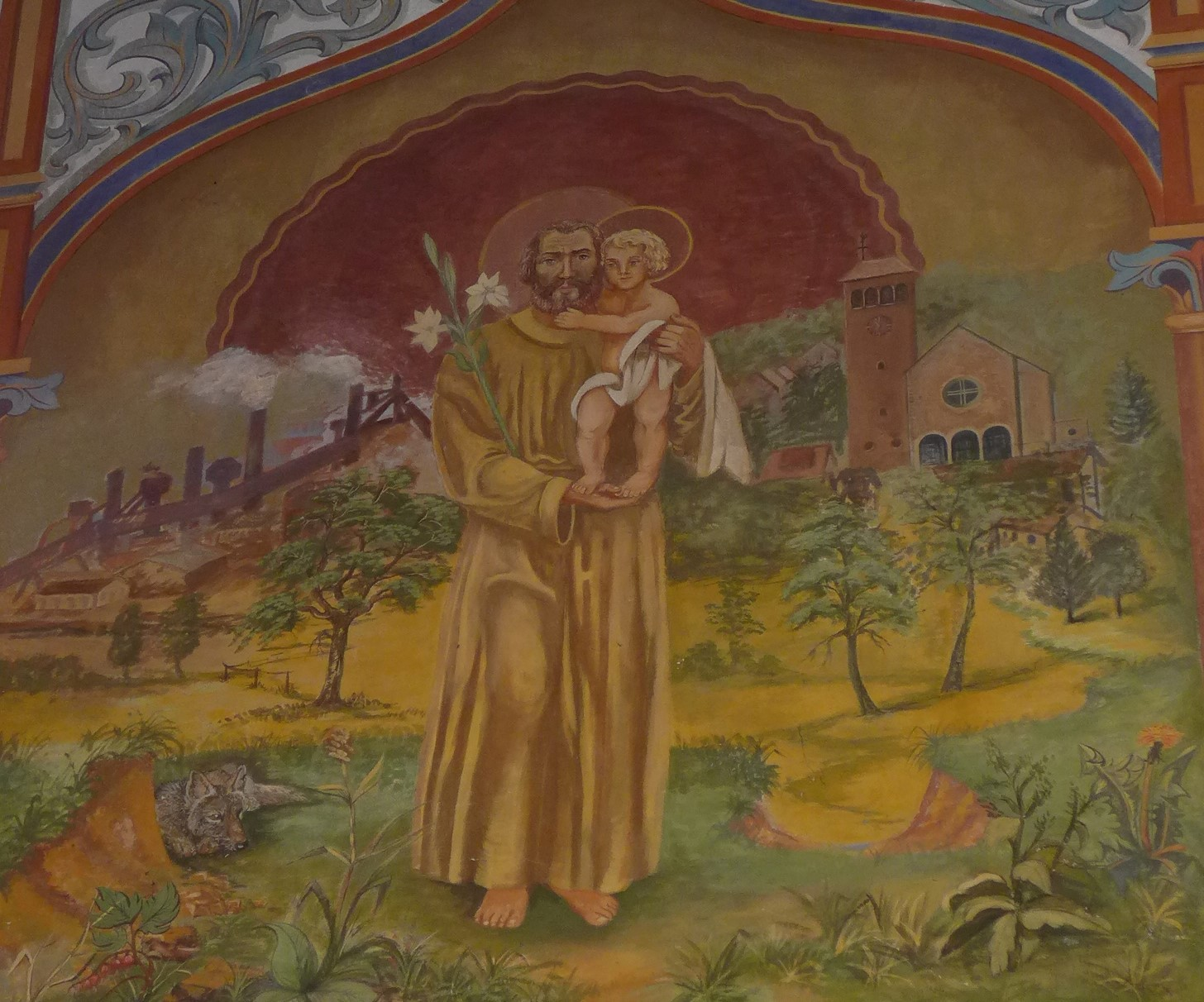
Der Liddermenner Wolf zu Füßen des heiligen Josef mit dem Jesuskind, Wandgemälde in der Pfarrkirche St. Josef und St. Wendelin in Diefflen

Der aus Diefflen stammende saarländische Heimatforscher Aloys Lehnert, der sich intensiv mit dem Erzählgut des Nalbacher Tales auseinandersetzte, überliefert zusätzlich zur Maldix-Sage noch eine weitere Erzählung, die am Litermont beheimatet ist: Die Sage vom „Liddermenner Wolf“.
Die Geschichte erzählt von einem gierigen Wolf, der in der Gegend um den Litermont auf der Suche nach Beute herumstreifte. Nacheinander wird er dann aber von einer Stute und ihrem Füllen, zwei Widdern, einer Gruppe Geißen sowie einer Sau mit ihren Ferkeln, die er fressen will, um seine Nahrung betrogen. Schließlich wurde er im Rodener Wald, als er sich müde unter einer knorrigen Eiche niederlegte, von einem Dieffler Holzfäller, der im Geäst der Eiche Schutz vor dem Wolf gesucht hatte, mit einem Hackebeilwurf zur Strecke gebracht und konnte so keinen Schaden mehr anrichten.
Der „Lidermenner Wolf“ ist über dem rechten Seitenaltar der Dieffler Pfarrkirche St. Josef und St. Wendelin in einem Wandgemälde gezähmt zu Füßen des heiligen Josef von Nazaret mit dem Jesuskind dargestellt.